# NGC 473

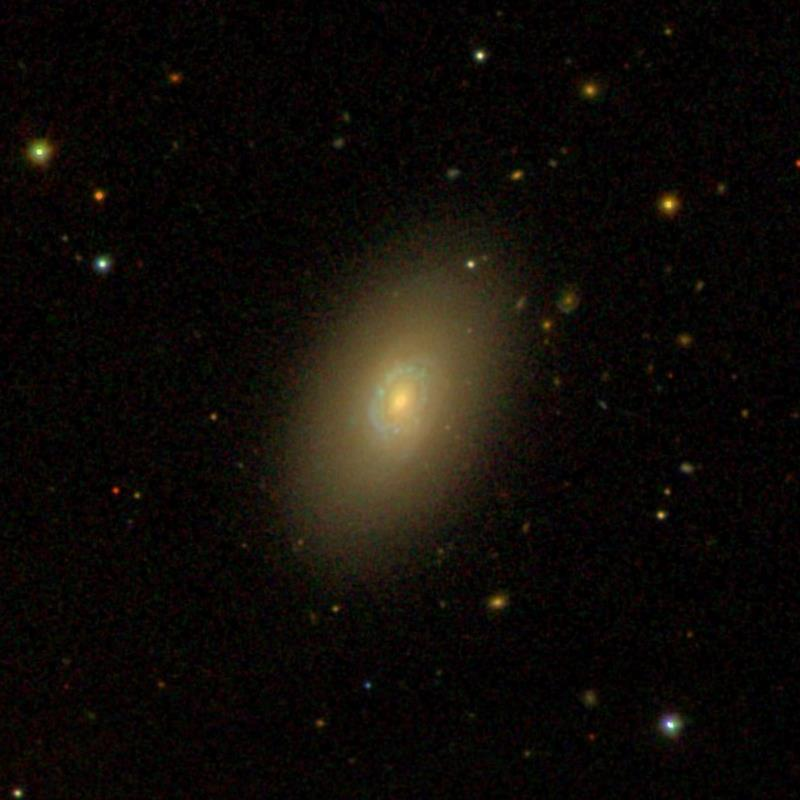
NGC 473 (Sloan Digital Sky Survey)

NGC 473 es una galaxia espiral barrada (SB0-a) localizada en la dirección de la constelación de Piscis. Posee una declinación de +16° 32' 42" y una ascensión recta de 1 horas, 19 minutos y 54,9 segundos.
La galaxia NGC 473 fue descubierta en 15 de octubre de 1784 por William Herschel.